# Ciencias de la vida
Las ciencias de la vida (también, biociencias) comprenden todos los campos de la ciencia que estudian los seres vivos, como las plantas, animales y seres humanos. Aunque el estudio del comportamiento de los organismos, tal como se practica en etología, psicología y biología, incluye también otros campos relacionados como la medicina, la biomedicina y la bioquímica, el espectro metodológico puede abarcar todos los dispositivos y aparatos relacionados e incluir también ciencias humanas y sociales. Ha llevado a una proliferación de especializaciones y campos interdisciplinarios.[cita requerida]
Si bien la biología, la medicina y la química siguen siendo centros de ciencias de la vida, los avances tecnológicos en biología molecular y la biotecnología han dado lugar a un florecimiento de las especialidades y campos nuevos, a menudo interdisciplinarios.[cita requerida]
Las ciencias de la vida son útiles para mejorar la calidad y el nivel de vida. Tienen aplicaciones en la agricultura, la ciencia de los alimentos, las industrias farmacéuticas, la medicina y la salud.
En el mundo anglosajón, se utiliza a menudo el término life sciences ("ciencias de la vida"). No siempre se utiliza en todos los países con las mismas connotaciones o con el mismo grado de abarcabilidad (contexto).[cita requerida]

## Ciencias de la vida
- anatomía
- biofísica
- bioinformática
- biología
- biología celular
- biología del desarrollo
- biología estructural
- biología evolutiva
- biología molecular
- biología sistémica
- biomecánica
- bioquímica
- biotecnología
- botánica
- ciencias ambientales
- ecología
- embriología
- enfermería
- farmacia
- farmacogenómica
- farmacología
- fisiología
- genética
- genómica
- histología
- imagen médica
- ingeniería biológica
- ingeniería biomédica
- ingeniería de tejidos
- inmunogenética
- inmunología
- inmunoterapia
- microbiología
- medicina
- neurociencia
- neurociencia cognitiva
- neurociencia computacional
- oceanografía biológica
- odontología
- optometría
- patología
- proteómica
- psicología
- psiquiatría
- veterinaria
- zoología